# 成完鍾
成完鍾（1951年8月20日—2015年4月9日，：／ Sung Wan-jong），已故的韩国商人、政治家，生于忠清南道瑞山市，京南企业前会长，新世界黨党员，忠清论坛（충청포럼）会长，曾任大韓民國第19代國會議員。
成完鍾家境贫寒，小学四年级时辍学。12岁时，他离家去首爾特別市。通过打工挣钱，他在1976年买下了瑞山市的一家建筑公司，并在2003年收购京南企业，将其年销售额提高到2万亿韩元。全球金融危机的影响，加上投资“资源外交”的失败，京南企业连年亏损，陷入困境，被法院接管。成完鍾和京南企业还卷入了“资源外交”腐败案。2015年4月9日，成完鍾在首尔北漢山自缢，留下一张写有八名韩国政要名字和金额的名单，名单上的人包括韩国总理李完九、青瓦台秘书室连续三任室长、庆尚南道知事、仁川市市长、釜山市市長和一名新世界党议员。外界认为这是一份行贿名单，单上的金额即贿款。名单上的八人都否认曾收受成完鍾的贿赂，李完九在压力下辞去总理职务。韩国检方已经成立专案组进行调查。

## 生平

### 創業
1951年，成完鍾出生在忠清南道的海滨小城瑞山市。由于家境贫寒，他小学读到四年级就退学回家了。12岁时，为了躲避继母的暴力，他来到了汉城，几乎身无分文。然而，1976年，他用打工（送报纸、送食品等等）挣的两百万韩元买下了瑞山市的一家建筑公司。仅仅六年之后，他的生意更进一步，他当上了当地最大的建筑公司之一大亞建設（대아건설）的老总。1999年，韩国财阀大宇集团破产，旗下的京南企业不得不进行整顿。2002年12月，京南企业结束整顿。2003年，成完鍾收购京南企业。在成完鍾的经营之下，京南企业的年销售额最高达到了2万亿韩元。

### 參政
商海得意的同时，成完鍾谋求参与政治。他组织了忠清论坛，并担任会长。忠清论坛宣称其会员超过千人，忠清道出生的政客、商人、记者在此议事，联合国秘书长潘基文亦是论坛的会员之一。2000年和2004年，成完鍾两次参与国会选举，但都没能成功。2012年，他终于成为国会议员。由于先进统一党并入新世界黨，成完鍾成为了执政党的议员。然而2014年6月，韩国大法院因他违反选举法而将其从国会除名，罚款五百万韩元。2007年李明博参选总统时，成完鍾曾为其担任顾问。外界因此认为他是李明博的亲信之一。不过，2015年4月自杀的前一天，成完鍾向媒体否认了这个说法。2012年韩国总统大选中，成完鍾支持朴槿惠竞选。据报道，成完鍾和朴槿惠的很多助手关系很好。

### 打擊
全球金融危机使得韩国建筑业受到冲击。此外，京南企业参与李明博提出的“资源外交”，结果也不理想，亏损严重。2013年京南企业亏损了3,109亿韩元，2014年又亏损了4,084亿韩元（另有说法是1,827亿韩元）。京南企业面临资金困难的局面。以韩国进出口银行为首的债权人应京南企业的请求，拿出22亿韩元挽救京南企业。但是，京南企业仍然需要援助。京南企业希望债权人提供1,100亿韩元作为企业的运营基金，遭到拒绝。京南企业又向债权人提议，希望能将903亿韩元的可转换债券转为公司股票，再次被拒绝。
2015年3月17日，成完鍾表示，为了让债权人继续支持京南企业度过危机，他愿意放弃管理权。3月27日，首尔市中区法院宣布接受接管京南企业以清理债务。京南企业的股价也受到重创，从2014年底的4,800韩元一路下跌。2015年3月11日，京南企业的股票停止交易。2015年4月14日，韩国交易所宣布次日起京南企业退市，此时京南企业的股价已经跌至113韩元。因债转股而持有京南企业的债权银行也遭到很大损失。持有京南企业10.9%股份的韩国进出口银行损失约200亿韩元，韩国产业银行和新韓銀行的损失差不多各有120亿韩元。

### 涉賄及自殺
2015年3月12日，刚刚上任的韩国总理李完九在讲话中称，为了保证经济改革顺利推进，必须彻查腐败。反腐行动迅速开始。李明博时代“资源外交”中的腐败案开始曝光。京南企业也卷入其中。公司的办公楼遭到突击检查。检方指控，在韩国政府推动的俄罗斯石油勘探工程中，京南企业涉嫌盗用公款，京南企业盗用了350亿韩元中的100亿韩元。检方怀疑成完鍾在国会议员任期内挪用公款从事政治活动。成完鍾被禁止出国，接受调查。
4月9日上午5时10分，成完鍾离家。上午8时6分，他的家人发现了他留下的遗书，立即向清潭洞派出所报警。警方当天下午3时左右发现，成完鍾已经在首尔北部北汉山的一棵树上自缢身亡。调查人员在成完鍾的裤兜里发现了一份名单，上面写有八名韩国政要的名字，包括时任韩国总理李完九，青瓦台秘书室连续三任室长许泰烈（2013年2月至2013年8月任职）、金淇春（2013年8月至2015年2月任职）、李丙琪（2015年2月起任职），慶尚南道知事洪準杓，仁川市市长刘正褔，釜山市長，执政党新世界党议员洪文钟。除去李完九、李丙琪，另外六人的名字旁都注有金额。外界认为这是一份行贿名单，名字旁边的钱数是行贿的金额。“成完鍾名单”牵涉的官员级别之高，而且包括总统朴槿惠的几任幕僚，外界感到震惊。名单上的八人无一例外否认自己曾收受成完鍾的贿赂。韩国总理李完九甚至声称，如果有证据证明他收受了政治献金，他愿意付出生命代价。4月12日，韩国检察总长金镇太任命大田地方检察厅长文武一为“成完鍾名单”特别调查组组长，正式开始调查“成完鍾名单”案。4月15日，韩国检方搜查了与此案相关的11人的住处和办公地点，共扣押250余份资料和物品。检方预计19日起传唤相关人员。4月20日，韩国总理李完九向总统朴槿惠请辞。
成完鍾自杀前不久接受了京乡新闻的采访，时长约50分钟。采访中，他说曾在2012年送给朴槿惠的竞选主管洪文钟2亿韩元，他相信这笔钱被用作竞选资金。他还说，2006年9月时在乐天酒店健身中心给了金淇春10万美金；2007年他向许泰烈行贿7亿韩元，这时朴槿惠正在参加总统大选的党内预选，他相信许泰烈将钱用于竞选，不过朴槿惠败给了李明博。京乡新闻的报道还说，成完鍾在采访中表示，如果他把李丙琪的事情说出来，李丙琪除了辞职别无选择。媒体报道称，2013年4月4日国会议员再选与补选期间，成完鍾来到忠清南道扶余郡李完九选举事务所，用包装饮料的纸箱向李完九行贿现金3,000万韩元。
还有媒体报道，成完鍾自杀前夕，李完九向成完鍾的亲友忠清南道泰安郡議會议员李龙熙和金镇权通话多次，询问他俩和成完鍾说过什么。成完鍾名单上，刘正福和釜山市长的名字旁边分别写有3亿韩元、2亿韩元，成完鍾的亲信表示这很可能是2012年大选时成完鍾送的钱。成完鍾还曾说，2011年6月时，他通过媒体出身的尹某向洪準杓转交了1亿韩元。还有媒体报道，成完鍾死前曾说，李完九为避免潘基文回国参选总统才指示调查京南企业，因为他和潘基文有交情。潘基文回应称，他只是认识成完鍾而已。而在“资源外交”腐败案中，检方指控成完鍾故意夸大俄罗斯石油项目的预期利润，因此得到政府800亿韩元贷款。据指控，成完鍾将其中的250亿韩元用作贿金。2008年，韩国矿物公社联合多家企业开发马达加斯加的镍矿，京南企业出资10%。后来，京南企业资金状况恶化，矿物公社在2010年高价收购了京南企业所持有的10%股份，使得矿物公社损失了116亿韩元。外界怀疑时任矿物公社社长金信钟（韓語：김신종）受成完鍾之托才下令收购京南企业所持股份。成完鍾自杀时，法院正要批准对他的逮捕令。成完鍾的死也让此案的调查陷入僵局。